# Olímpia
Olímpia là một đô thị ở bang São Paulo của Brasil. Đô thị này nằm ở vĩ độ 20º44'14" độ vĩ nam và kinh độ 48º54'53" độ vĩ tây, trên khu vực có độ cao 506 m. Dân số đô thị này theo ước tính năm 2008 là 50.215 người. Capital nacional do folclore.Bản mẫu:Carece de fontes

## Địa lý
Đô thị này có diện tích 803,509 km².

## Thông tin nhân khẩu
Dữ liệu dân số theo điều tra dân số năm 2000
Tổng dân số: 46.013
- Dân số thành thị: 42.643
- Dân số nông thôn: 3.370
- Nam giới: 22.784
- Nữ giới: 23.229

Mật độ dân số (người/km²): 57,27
Tỷ lệ tử vong trẻ sơ sinh dưới 1 tuổi (trên một triệu người): 11,83
Tuổi thọ bình quân (tuổi): 73,53
Tỷ lệ sinh (số trẻ trên mỗi bà mẹ): 1,92
Tỷ lệ biết đọc biết viết: 91,37%
Chỉ số phát triển con người (HDI-M): 0,815
- Chỉ số phát triển con người - Thu nhập: 0,752
- Chỉ số phát triển con người - Tuổi thọ: 0,809
- Chỉ số phát triển con người - Giáo dục: 0,885

(Nguồn: IPEADATA)

### Sông ngòi
- Rio Turvo
- Sông Cachoeirinha
- Ribeirão dos Olhos d'Água

### Các xa lộ
- SP-322
- SP-425